# Le Fantôme d'Henri Langlois
Le Fantôme d'Henri Langlois és una pel·lícula documental francesa dirigida per Jacques Richard i estrenada el 2005.

## Argument
És un retrat en dues parts, amb entrevists inèdites i imatges d'arxiu, de Henri Langlois cineasta francès fundador de la Cinemateca Francesa, a qui el director li vol retre homenatge.

## Seleccions
- Festival Internacional de Cinema de Toronto 2004
- 57è Festival Internacional de Cinema de Canes (selecció de la Setmana de la Crítica)